# Phana (huyện)
Phana (tiếng Thái: พนา) là một huyện (‘‘amphoe’’) của tỉnh Amnat Charoen, đông bắc Thái Lan.

## Lịch sử
Ban đầu là Mueang Phana Nikhon (พนานิคม) thuộc Mueang Ubon Ratchathani. Mường này đã được chuyển thành huyện năm 1914. Huyện lỵ năm ở Ban Khulu, nay ở Trakan Phuet Phon. Ngày 1 tháng 12 năm 1951, phía tâyy của huyện được tách làm tiểu huyện (King Amphoe) Phana. Đơn vị này đã được nâng thành huyện ngày 22 tháng 7 năm 1959. Năm 1993 đây là một trong những huyện tạo nên tỉnh mới Amnat Charoen.

## Địa lý
Các huyện giáp ranh là (từ phía tây theo chiều kim đồng hồ) Lue Amnat, Mueang Amnat Charoen và Pathum Ratchawongsa của tỉnh Amnat Charoen, và Trakan Phuet Phon, Lao Suea Kok và Muang Sam Sip của tỉnh Ubon Ratchathani.

## Hành chính
Huyện này được chia thành 4 phó huyện (tambon), các đơn vị này lại được chia thành 56 làng (muban). Có hai thị trấn (thesaban tambon) - Phra Lao nằm trên một phần của tambon Phra Lao, và Phana nằm trên một phần của tambon Phra Lao và một số khu vực của tambon Phana. Ngoài ra có 3 tổ chức hành chính tambon (TAO).
| Số TT | Tên      | Tên tiếng Thái | Số làng | Dân số |  |
| ----- | -------- | -------------- | ------- | ------ |  |
| 1.    | Phana    | พนา            | 11      | 4.869  |  |
| 2.    | Chan Lan | จานลาน         | 18      | 8.560  |  |
| 3.    | Mai Klon | ไม้กลอน         | 16      | 7.545  |  |
| 4.    | Phra Lao | พระเหลา        | 11      | 6.987  |  |